# Várda megállóhely
Várda megállóhely egy Somogy vármegyei vasúti megállóhely Várda településen, a MÁV üzemeltetésében.
A megálló régi helye a település központjától északnyugati irányban volt, közvetlenül a 6701-es út szintbeli vasúti keresztezése mellett, annak északnyugati oldalán. A vasútvonal 2017-es felújítása részeként a megállót áthelyezték 300 méterrel délebbre, a belterülethez közelebb, a faluba vezető 67 126-os számú bekötőút vasúti keresztezéséhez.

## Vasútvonalak
A megállóhelyet az alábbi vasútvonalak érintik:
- Kaposvár–Fonyód-vasútvonal

## Kapcsolódó állomások
A megállóhelyhez az alábbi állomások vannak a legközelebb:
- Somogyjád megállóhely (Kaposvár–Fonyód-vasútvonal)
- Kaposfüred vasútállomás (Kaposvár–Fonyód-vasútvonal)

## Forgalom
| Járat        | Útvonal | Gyakoriság |
| ------------ | --- | ---------- |
| személyvonat | Fonyód – Pusztaberény – Lengyeltóti – Tatárvár – Öreglak – Somogyvár – Pamuk – Osztopán – Somogyjád – Várda – Kaposfüred – Kapostüskevár – Kaposvár | Napi 5 pár |